# Розповідь Батської ткалі
«Розповідь Батської ткалі» є однією з найвідоміших казок зі збірки «Кентерберійські оповіді» Джеффрі Чосера.

## Короткий огляд
За часів правління короля Артура жив один лицар, який зґвалтував чесну молоду діву. Король Артур видає наказ про те, що цього лицаря потрібно покарати за вчинене. Коли його схопили, він був засуджений на смерть, але королева Гвіневера заступається за нього і просить у короля дозвіл самостійно винести вирок цьому лицарю. Королева каже лицарю, що він врятує своє життя, якщо зможе дізнатися, чого хочуть жінки найбільше, і дає йому лише рік і один день на ці блукання, після того він має повернутися з відповіддю.
Куди лицар не піде, він розповідає про своє скрутне становище всім жінкам, які трапляються йому на шляху і запитує їхню думку, але «ніхто з них не давав однакової відповіді». Були різні відповіді такі як слава, багатство, одяг, сексуальне задоволення, лестощі та свобода. Коли нарешті настає час йому повернутись, він все ще не знає відповіді, яка йому так потрібна.
За межами замку в лісі він бачить двадцять чотири діви, які танцюють і співають, але, коли він наближається, вони зникають і тільки літня жінка залишається. Лицар розказує про свою проблему цій літній жінці, яка є розумною і може знати відповідь, і він має пообіцяти їй, що зробить послугу, яку вона може попросити натомість. Не маючи інших варіантів, лицар погоджується. Прибувши в палац, він відповідає, що найбільше жінки хочуть керувати своїми чоловіками, і всі жінки одноголосно погоджуються з цією відповіддю, яка, відповідно і звільняє лицаря.
Згодом літня жінка розповідає їм про угоду, яку вона уклала з лицарем, і прилюдно робить йому пропозицію руки та серця. Це дуже здивувало його, але він розуміє, що не має іншого вибору і зрештою погоджується. У їхню шлюбну ніч, літня жінка засмучена тим, що він відштовхує її. Вона нагадує йому, що її зовнішність може мати свої переваги, — вона буде для нього порядною дружиною, тому що жоден чоловік не хотітиме її. Вона запитує його, чому він віддав би перевагу — старій потворній жінці, яка є чесною, вірною і скромною, чи красивій молодій, у відданості якої він завжди буде сумніватись. Він відповідає, що вибирає її й ця відповідь потішила літню жінку. Тепер, коли вона заволоділа ним, то просить його поцілувати її, обіцяючи красу і вірність. Лицар хоче знову поглянути на неї, але тепер перед собою він бачить молоду і прекрасну жінку. Вони живуть довго і щасливо до самої старості.
Цей пролог є найбільший у збірці «Кентерберійські оповідання» і вдвічі довший за саму історію, це означає, що пролог так само важливий, як і сама казка. «Розповідь Батської ткалі» суперечить багатьом звичаям того часу і дає власну оцінку, у якій визначається роль жінок у суспільстві. «Розповідь Батської ткалі» стверджує, що жінки морально схожі на чоловіків, які так само мали більше ніж одного чоловіка. Подвійні стандарти для чоловіків і жінок були глибоко вкоріненими в культуру.